# 積頓·菲路真尼
積頓·理察·菲路真尼-比迪斯（英語：Jaden Richard Philogene-Bidace；2002年2月8日—）是一名英格蘭職業足球員，司職進攻中場或左翼，現時效力英超球隊葉士域治，並代表英格蘭U21參加國際比賽。

## 球會生涯

### 阿士東維拉
菲路真尼在運動用品零售商Pro:Direct的足球學院開始足球生涯，及後在2018年1月轉投阿士東維拉的足球學院。他在加盟阿士東維拉前曾到多間足球聯賽球會試訓，包括賓福特。
2021年2月23日，菲路真尼與阿士東維拉簽下他的首張職業合約。同年5月19日，他在作客熱刺的比賽補時階段入替。完成職業生涯地標戰，協助球隊以2–1勝出。

#### 外借史篤城
2022年1月21日，菲路真尼被外借到英冠球會史篤城至季尾。他在翌日對陣富咸的3–2敗仗中首次為球隊上陣。同年2月8日，他在對陣史雲斯的比賽中射入職業生涯首個入球，協助球隊以3–0勝出。

#### 外借卡迪夫城
2022年7月26日，阿士東維拉宣布與菲路真尼續約，他隨即被外借到英冠球會卡迪夫城，為期一季。他在8月6日首次為卡迪夫城上陣，球隊最終以2–1敗予雷丁。同月13日，他在對陣伯明翰的比賽中射入比賽唯一入球，協助球隊取得勝仗。

### 侯城
2023年9月1日，英冠球會侯城宣布從阿士東維拉簽入菲路真尼，合約為期四年，轉會費據報為500萬英鎊，而如果侯城成功升班，阿士東維拉將能以1500萬英鎊回購球員。他在同月15日對陣高雲地利的1–1和局中上演地標戰。
2024年2月13日，菲路真尼在侯城對陣洛達咸的比賽中以一記Rabona射門為球隊射入扳平一球，侯城最終以2–1反勝對手。

## 國家隊生涯
2020年11月17日，菲路真尼首次代表英格蘭U19，並即上演帽子戲法，協助球隊在友誼賽以8–0擊敗打比郡U23。
2021年9月6日，他在大勝羅馬尼亞6–1的比賽中首次為英格蘭U20上陣。
2023年10月12日，菲路真尼在對陣塞爾維亞的U21歐洲國家盃外圍賽中首次代表英格蘭U21，並在比賽中梅開二度。

## 個人生活
菲路真尼出生於倫敦，並就讀阿克斯橋中學。

## 生涯統計
最後更新：2024年2月13日
| 效力球會         | 球季     | 聯賽     | 聯賽 | 聯賽 | 國家盃賽 | 國家盃賽 | 聯賽盃賽 | 聯賽盃賽 | 其他 | 其他 | 總計 | 總計 |
| 效力球會         | 球季     | 聯賽     | 上陣 | 入球 | 上陣     | 入球     | 上陣     | 入球     | 上陣 | 入球 | 上陣 | 入球 |
| ---------------- | -------- | -------- | ---- | ---- | -------- | -------- | -------- | -------- | ---- | ---- | ---- | ---- |
| 阿士東維拉U21    | 2019–20  | —        | —    | —    | —        | —        | —        | —        | 1    | 0    | 1    | 0    |
| 阿士東維拉U21    | 2020–21  | —        | —    | —    | —        | —        | —        | —        | 1    | 0    | 1    | 0    |
| 阿士東維拉U21    | 2021–22  | —        | —    | —    | —        | —        | —        | —        | 2    | 2    | 2    | 2    |
| 阿士東維拉U21    | 總計     | 總計     | —    | —    | —        | —        | —        | —        | 4    | 2    | 4    | 2    |
| 阿士東維拉       | 2020–21  | 英超     | 1    | 0    | 0        | 0        | 0        | 0        | —    | —    | 1    | 0    |
| 阿士東維拉       | 2021–22  | 英超     | 1    | 0    | 1        | 0        | 2        | 0        | —    | —    | 4    | 0    |
| 阿士東維拉       | 2022–23  | 英超     | 0    | 0    | 0        | 0        | 0        | 0        | —    | —    | 0    | 0    |
| 阿士東維拉       | 2023–24  | 英超     | 1    | 0    | 0        | 0        | 0        | 0        | 0    | 0    | 1    | 0    |
| 阿士東維拉       | 總計     | 總計     | 3    | 0    | 1        | 0        | 2        | 0        | 0    | 0    | 6    | 0    |
| 史篤城（外借）   | 2021–22  | 英冠     | 11   | 1    | 0        | 0        | 0        | 0        | —    | —    | 11   | 1    |
| 卡迪夫城（外借） | 2022–23  | 英冠     | 30   | 4    | 1        | 1        | 1        | 0        | —    | —    | 32   | 5    |
| 侯城             | 2023–24  | 英冠     | 17   | 7    | 0        | 0        | 0        | 0        | —    | —    | 17   | 7    |
| 生涯總計         | 生涯總計 | 生涯總計 | 61   | 12   | 2        | 1        | 3        | 0        | 4    | 2    | 70   | 15   |

1. 1 2  於英格蘭足球聯賽錦標賽上陣。

## 外部連結
- 足球数据库：積頓·菲路真尼的球员统计数据
- Soccerway資料庫：積頓·菲路真尼